# Mary Kay Adams
Mary Kay Adams (Middletown, 12 de septiembre de 1962) es una actriz estadounidense conocida por sus papeles en televisión, en la luz guía de la telenovela y como Na'Toth en la segunda temporada de la serie de televisión de ciencia ficción Babylon 5. 
Creció en el municipio de Middletown, Nueva Jersey, y es un descendiente de John Adams y John Quincy Adams.[cita requerida] Asistió al Emerson College y se graduó en Bellas Artes. [cita requerida]
Fue estrella invitada en Star Trek: Deep Space Nine como Grilka. Apareció en los episodios "La casa de Quark" y "En busca de Mach par en todos los lugares equivocados".[cita requerida] 
También participó durante siete meses en la obra Tamara y más tarde apareció en la producción de off-Broadway Programa para el asesinato.[cita requerida]

## Cinematografía

### Películas
- The Muppets Take Manhattan (1984) (no acreditada)
- See No Evil, Hear No Evil (1989) ... Dr. Bennett
- Born Yesterday (1993) ... Chica (no acreditada)
- Satan's Little Helper (2004) ... Fran

### Televisión
- Guiding Light (1984–1987, 1990, 1998–1999, 2002, 2004, 2005) ... India von Halkein Spaulding
- Disney Presents The 100 Lives of Black Jack Savage (1991) ... Marla Lance
- Jake and the Fatman (1992)
- As the World Turns (1992–1993) ... Neal Keller Alcott
- One Life to Live (1992) ... Death
- Babylon 5 (1994–1995) ... Na'Toth
- Land's End (1995) ... Mildred
- Fast Company (1995)
- The John Larroquette Show (1996) ... Bunny Abelson
- Dark Skies (1996) ... Alicia Bainbridge
- Star Trek: Deep Space Nine (1994, 1996) ... Grilka
- Everybody Loves Raymond (1997) ... Dr. Nora
- Diagnosis: Murder (1997) ... Vanessa Sinclair
- Third Watch (1999)
- Law & Order (2000) ... Nancy Álvarez